# Luxgen U5

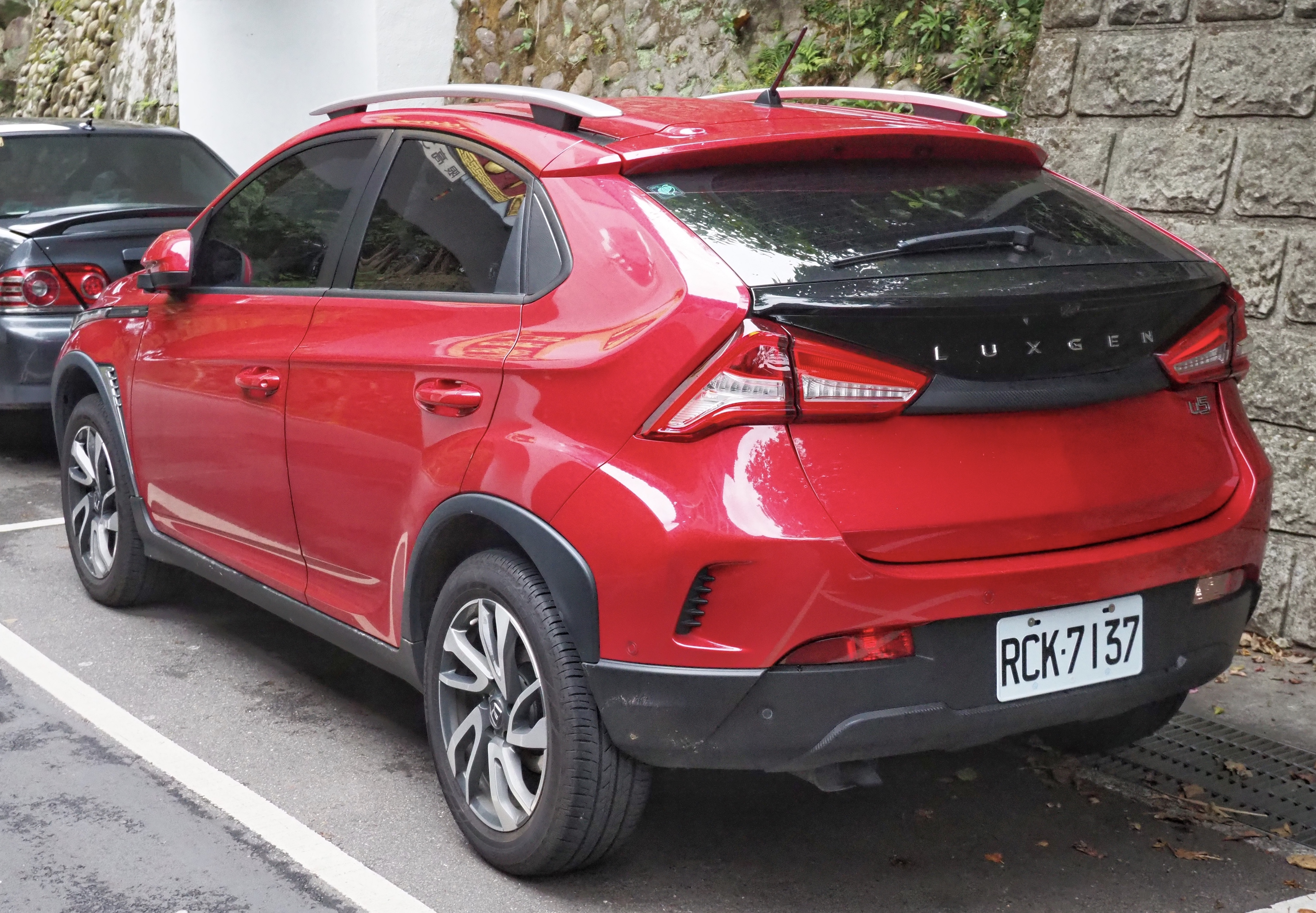
Вид сзади

Место водителя

Luxgen U5 — субкомпактный кроссовер тайваньской автомобильной марки Luxgen.

## Описание
Автомобиль Luxgen U5 выпускался на платформе Luxgen S3. В иерархии автомобиль занимал промежуток ниже Luxgen U6. Он оснащался двигателем внутреннего сгорания DFMA16 объёмом 1,6 литра, мощностью 120 л. с. и крутящим моментом 150 Н∙м.
На рынок модель поступила в сентябре 2017 года. Автомобиль предлагался в пяти комплектациях: Big Screen, APA, AR, Hi-Fi и Vogue +. Также существует электромобиль Luxgen U5 EV+.
В Россию официально не поставлялся.